# Мейплтон (Юта)
Мейплтон (англ. Mapleton) — місто (англ. city) в США, в окрузі Юта штату Юта. Населення — 11 365 осіб (2020).

## Географія
Мейплтон розташований за координатами 40°7′17″ пн. ш. 111°34′13″ зх. д. / 40.12139° пн. ш. 111.57028° зх. д. (40.121456, -111.570397).  За даними Бюро перепису населення США в 2010 році місто мало площу 32,57 км², уся площа — суходіл. В 2017 році площа становила 34,28 км², уся площа — суходіл.

## Демографія
Згідно з переписом 2010 року, у місті мешкало 7979 осіб у 2039 домогосподарствах у складі 1856 родин. Густота населення становила 245 осіб/км².  Було 2125 помешкань (65/км²).
Расовий склад населення:
| - 95,0 % — білих - 0,5 % — азіатів - 0,4 % — вихідців з тихоокеанських островів - 0,3 % — корінних американців - 0,3 % — чорних або афроамериканців - 1,0 % — осіб інших рас |

До двох чи більше рас належало 2,5 %. Частка іспаномовних становила 3,5 % від усіх жителів.
За віковим діапазоном населення розподілялося таким чином: 38,8 % — особи молодші 18 років, 51,7 % — особи у віці 18—64 років, 9,5 % — особи у віці 65 років та старші. Медіана віку мешканця становила 27,9 року. На 100 осіб жіночої статі у місті припадало 99,6 чоловіків;  на 100 жінок у віці від 18 років та старших — 97,5 чоловіків також старших 18 років.
Середній дохід на одне домашнє господарство  становив 103 040 доларів США (медіана — 93 571), а середній дохід на одну сім'ю — 107 104 долари (медіана — 95 580). Медіана доходів становила 68 177 доларів для чоловіків та 45 875 доларів для жінок. За межею бідності перебувало 4,7 % осіб, у тому числі 5,6 % дітей у віці до 18 років та 1,6 % осіб у віці 65 років та старших.
Цивільне працевлаштоване населення становило 3434 особи. Основні галузі зайнятості: освіта, охорона здоров'я та соціальна допомога — 27,4 %, науковці, спеціалісти, менеджери — 12,9 %, виробництво — 8,9 %, будівництво — 8,5 %.